# Han-sur-Lesse
Han-sur-Lesse is een dorp in de Belgische provincie Namen en een deelgemeente van de stad Rochefort. Het dorp ligt aan de Lesse en was tot 1 januari 1977 een zelfstandige gemeente.

## Geschiedenis
Han-sur-Lesse heeft door de eeuwen heen verschillende namen gehad. Vanaf 1139 heette het dorpje Ham, vanaf 1266 Han Sur Lesche, vanaf 1465 Han Sur Lece en vanaf 1528 Ham sur lez.

## Demografische ontwikkeling
- Bronnen:NIS, Opm:1831 tot en met 1970=volkstellingen, 1976= inwoneraantal op 31 december

## Toerisme
De gemeente ligt, zoals de naam het zegt, op de rivier de Lesse, die in de buurt van Han-sur-Lesse delen van het kalksteenmassief heeft weggesleten zodat grotten ontstaan zijn. Deze grotten, wereldwijd bekend als de grotten van Han, zijn de grootste trekpleister van Han. Daarnaast is in 1970 een wildpark geopend dat verschillende diersoorten bij elkaar brengt die ooit in de streek geleefd hebben (waaronder wilde zwijnen en damherten, maar ook wolven en lynxen).
Daarnaast is er ook het PrehistoHan. In dit museum kunnen bezoekers zien hoe de grotten ontstaan zijn en hoe men ze onderzoekt. Dit museum herbergt een collectie archeologische vondsten die reiken van het neolithicum tot het heden.

### Bezienswaardigheden
Behalve het Domein van de grotten van Han zijn er ook andere bezienswaardigheden:
- Nagelboom van Han-sur-Lesse
- Sint-Hubertuskerk

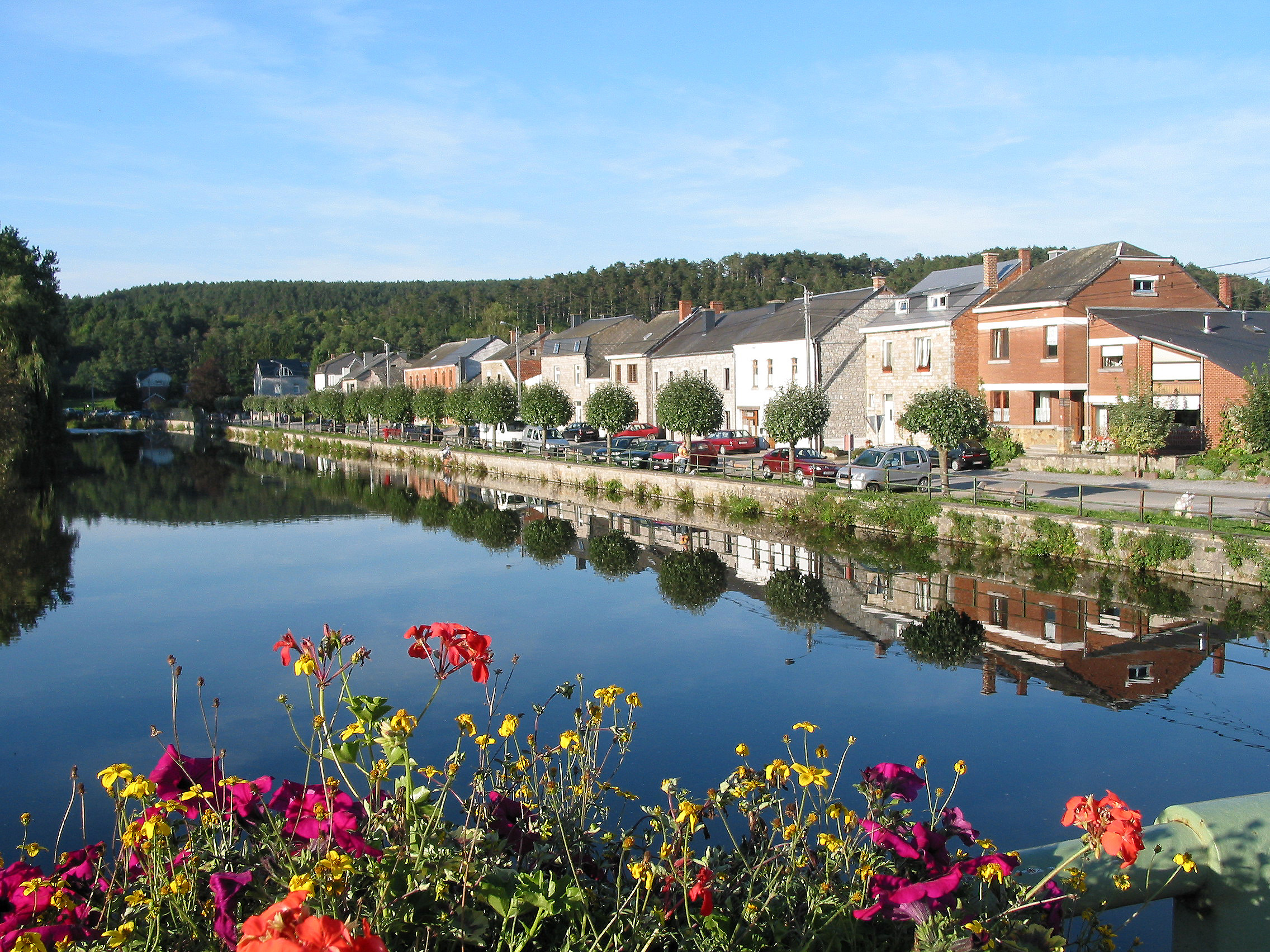
De Lesse
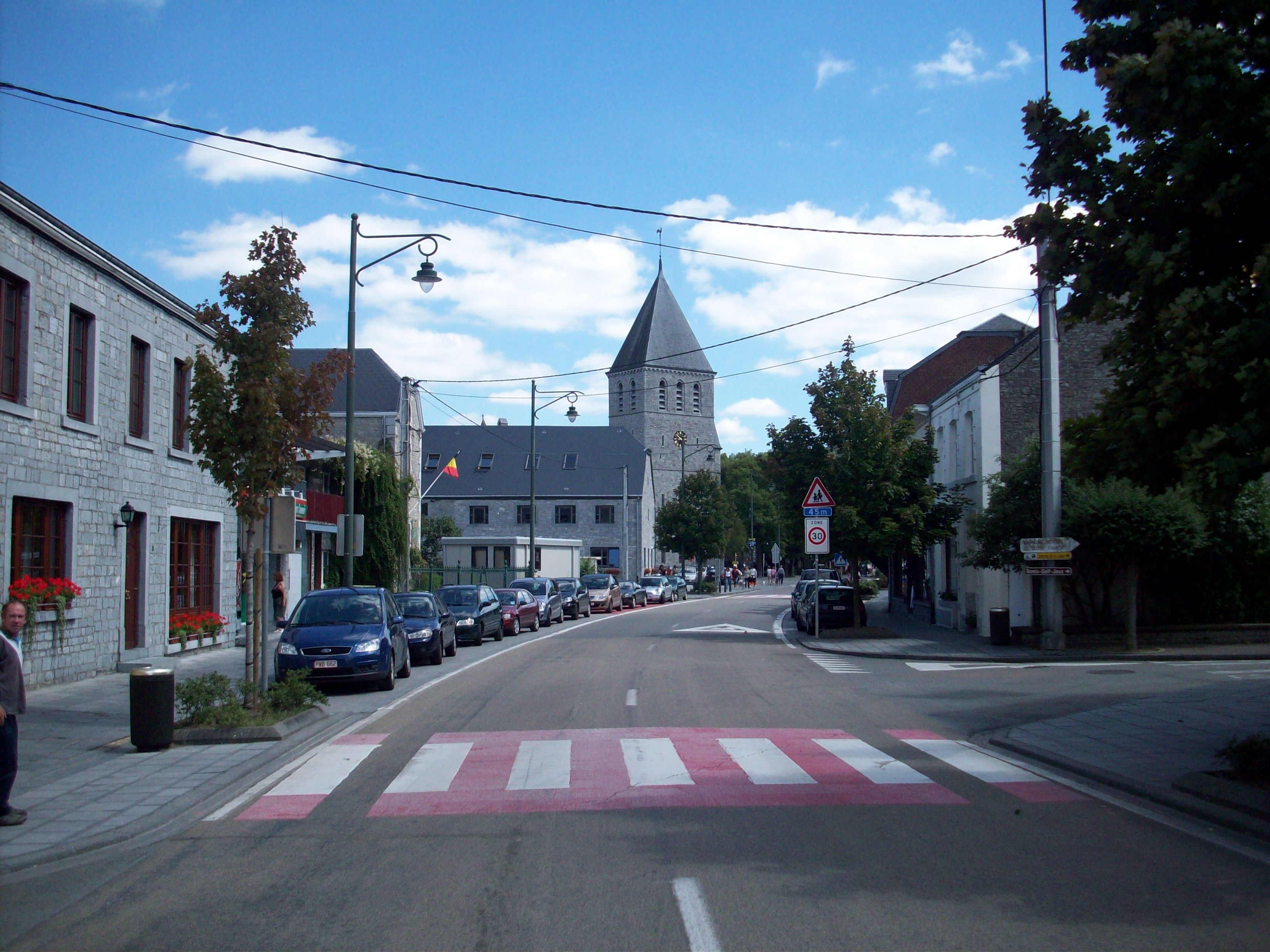
Zicht op de kerk
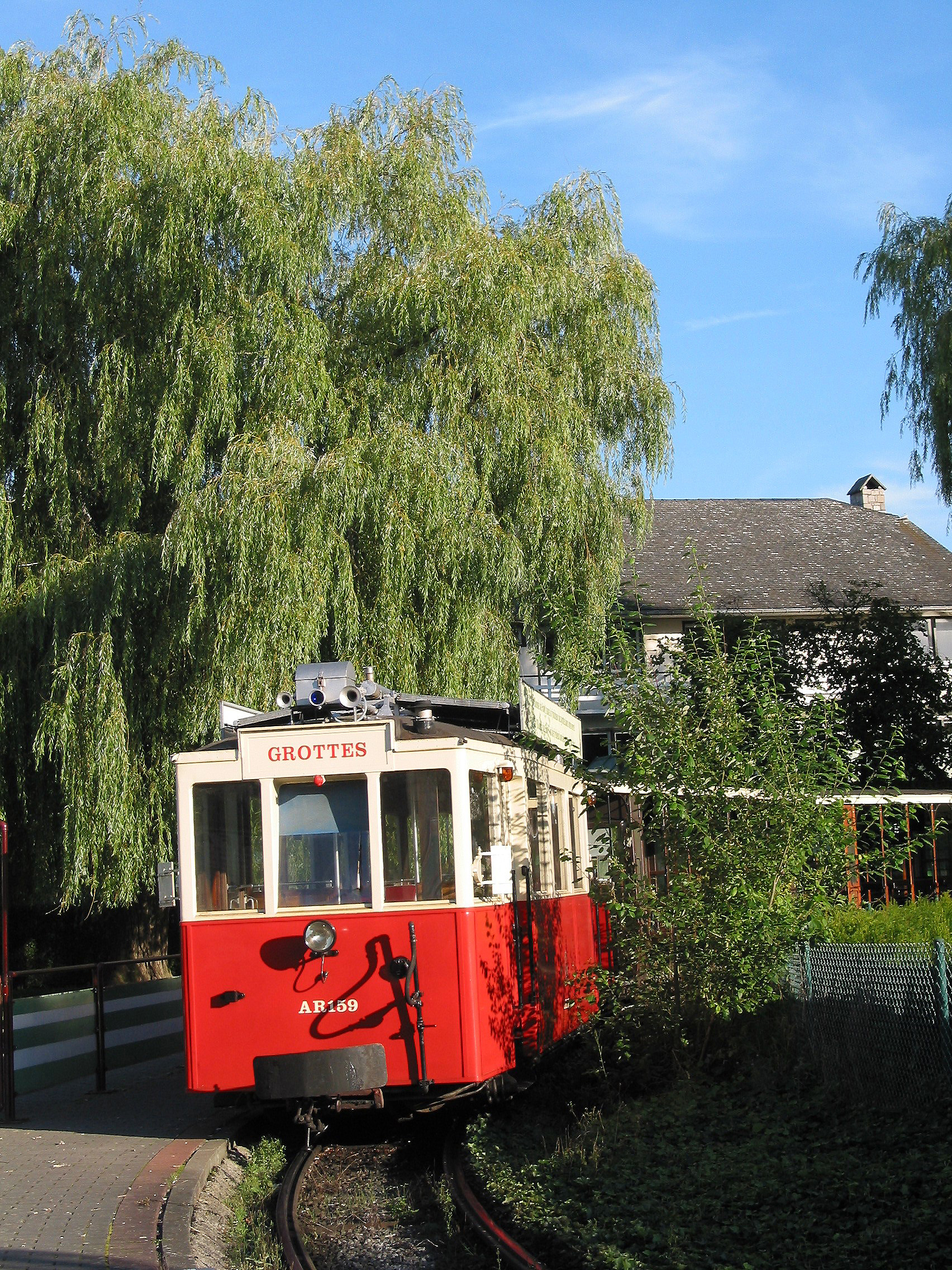
De tram van de grotten